# (16157) Toastmasters
(16157) Toastmasters (2000 AS50) – planetoida z pasa głównego asteroid okrążająca Słońce w ciągu 4,36 lat w średniej odległości 2,67 j.a. Odkryta 5 stycznia 2000 roku.